# 都来提巴格街道
都来提巴格街道，是位在中华人民共和国新疆维吾尔自治区伊犁哈萨克自治州伊宁市下辖的一个乡镇级行政单位。

## 行政区划
都来提巴格街道下辖以下地区：
托甫其买里社区、契利克社区、塔克其买里社区、托特科瑞克社区、都来提巴格社区、昆其买里社区、十号小区社区、吉格代勒克社区和果园街社区。